# Detelina (distrikt i Bulgarien, Varna)
Detelina (bulgariska: Детелина) är ett distrikt i Bulgarien.   Det ligger i kommunen Obsjtina Dolni tjiflik och regionen Oblast Varna, i den östra delen av landet, 400 km öster om huvudstaden Sofia.
I omgivningarna runt Detelina växer i huvudsak lövfällande lövskog. Runt Detelina är det ganska glesbefolkat, med 35 invånare per kvadratkilometer.